# Czerwona Woda pod Babilonem
Czerwona Woda pod Babilonem este o arie protejată (sit de importanță comunitară — SCI) din Polonia întinsă pe o suprafață de 821,12 ha, integral pe uscat.

## Localizare
Centrul sitului Czerwona Woda pod Babilonem este situat la coordonatele 53°46′30″N 17°25′09″E / 53.7749°N 17.4191°E.

## Înființare
Situl Czerwona Woda pod Babilonem a fost declarat sit de importanță comunitară în octombrie 2009 pentru a proteja 1 specie de plante și 3 specii de animale.

## Biodiversitate
Situată în ecoregiunea continentală, aria protejată conține 9 habitate naturale: Ape oligotrofe din câmpii nisipoase, cu un conținut foarte redus de minerale (Littorelletalia uniflorae), Ape puternic oligomezotrofe cu vegetație bentonică cu Chara spp., Lacuri eutrofice naturale cu vegetație de tip Magnopotamion sau Hydrocharition, Lacuri și iazuri distrofice naturale, Cursuri de apă de la nivel de câmpie la nivel montan, cu vegetație Ranunculion fluitantis și Callitricho-Batrachion, Turbării active, Mlaștini turboase de tranziție și turbării mișcătoare, Mlaștini împădurite, Păduri aluvionare cu Alnus glutinosa și Fraxinus excelsior (Alno-Padion, Alnion incanae, Salicion albae).
La baza desemnării sitului se află mai multe specii protejate:
- plante (1): Luronium natans
- mamifere (2): castor (Castor fiber), vidră de râu (Lutra lutra)
- nevertebrate (1): libelule (Leucorrhinia pectoralis)